# Entroido

Mapa de los principales carnavales de Galicia

El entroido, antroido, entroiro, entruido o entrudio es una fiesta popular de carnaval en Galicia, con tintes particulares y diferenciados entre las diversas localidades. Algunos ayuntamientos gallegos declararon festivos locales alguno de los días de carnaval (lunes o martes de Carnaval) en 2015.
Nueve son los carnavales que fueron declarados de interés turístico en Galicia:
- Entroido de Ginzo de Limia.[4]
- Entroido de Cobres.[5]
- Entroido de Laza.[6]
- Entroido de Verín.[7]
- Entroido dos Felos de Maceda.[8]
- Entroido dos Xenerais do Ulla.[9]
- Entroido de Villarino de Conso.[10]
- Festa da Androlla y el Entroido de Viana del Bollo.[11]
- Entroido de Manzaneda.[12][13]

El arraigo del carnaval en Galicia viene dado por el hecho de que a pesar de su prohibición en la época de la dictadura se continuó celebrando, si bien de dos maneras bien distintas:
- En la zona rural se celebraron por las aldeas, conservando así su riqueza cultural, mientras que en las urbanas se constriñó únicamente a bailes de disfraces celebrados en sedes sociales, en donde había que identificarse antes de acceder.

Este periodo histórico originó que en la actualidad se festeje de distintas maneras en las diferentes localidades, si bien todas tienen en común dos factores esenciales:
- La participación de los asistentes.
- Un fuerte vínculo con la gastronomía específica de la época.

Cualquiera puede participar en esta fiesta, ahora bien, sólo hay un requisito: acudir disfrazado, de lo que sea, pero disfrazado, ya que los paisanos valoran la participación. Acudir a la fiesta sin disfraz es arriesgado, particularmente en la provincia de Orense. Los posibles castigos varían según la localidad y sus costumbres y van desde unos latigazos o porrazos, a que le arrojen al que no participa en la fiesta harina sola, en su versión más suave, o bien mezclada con hormigas vivas y hambrientas, o incluso pasa por invitar a una ronda de vinos a los que se disfrazan y han encontrado al que "infringió la norma" de participar en estas fiestas en donde la transgresión y el cambio de roles está permitido y es que el carnaval es el tiempo de "don carnal", la antesala al recogimiento y purificación que impregna al tiempo de cuaresma.
El calendario do entroido varía dentro de las diferentes villas de Galicia llegando en algunos casos, en el interior de Galicia, a tener una duración de quince días, o incluso, de más de un mes.

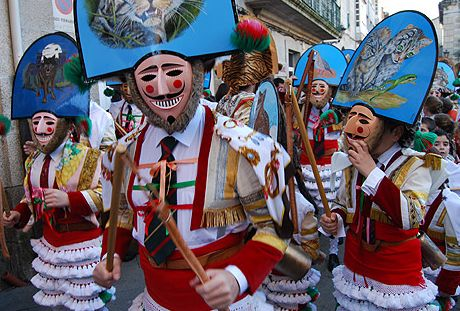
El cigarrón, personaje del entroido típico de Verín, Orense.

## Las máscaras

Principales personajes del carnaval de Orense.

Las máscaras del carnaval gallego presentan, según las zonas y comarcas, rasgos diferentes. Podemos distinguir dos grandes grupos: 
- Las máscaras orensanas, que pertenecen a los carnavales de un arco de villas que nace en Maceda y Allariz, se extiende por el sur de la provincia y remonta por el este hasta llegar a la Ribeira Sacra. Son, habitualmente, máscaras coloristas que cobren la cara, realizadas muchas de ellas en madera y que tienen como misión meter miedo, asustar, batir a nuestros vecinos o ahuyentarlos. Aunque a veces van en grupo, su presencia es habitualmente individual. Entre ellas están las pantallas de Ginzo de Limia,los cigarróns de Verín, los peliqueiros de Laza, los felos de Maceda, los boteiros de Villarino de Conso y de Viana del Bollo, las mázcaras de Manzaneda, los irrios de Castro Caldelas, las charrúas de Allariz, los vergalleiros de Sarreaus, los murrieiros de la Teixeira, los troteiros de Bande, los vellarróns de Riós etc.

- Las máscaras de la zona atlántica, en una zona no continua que va desde Cangas y Vilaboa al sur hasta las comarcas del Deza y el valle del Ulla. Son trajes también coloristas, pero que frecuentemente dejan el rostro descubierto. En ellos el trabajo individual de elaboración del vestido es importante, pero más lo es la performance, que suele ser colectiva. Es el caso de los generales de Deza y de Ulla, las damas y galáns de Cangas y Vilaboa y las madamitas y madamitos del carnaval de Cotobad.

También existen otras costumbres:
- Mecos bonitos y mecos feos de Froxás das Viñas.
- Volantes de la Ribeira del Miño (Parroquias de Santiago de Arriba, Sano Pedro, Camporramiro y Nogueira).
- El Oso de Salcedo, en Salcedo (Puebla del Brollón).

## Gastronomía del carnaval

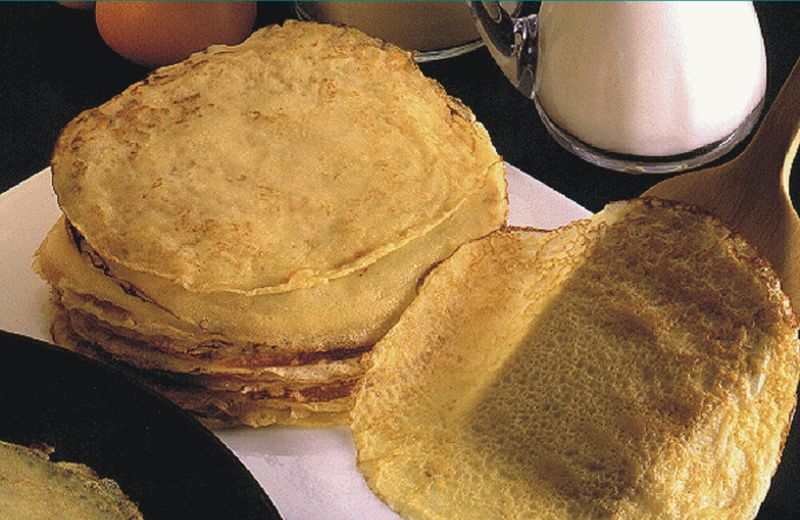
Las filloas no pueden faltar en el Entroido

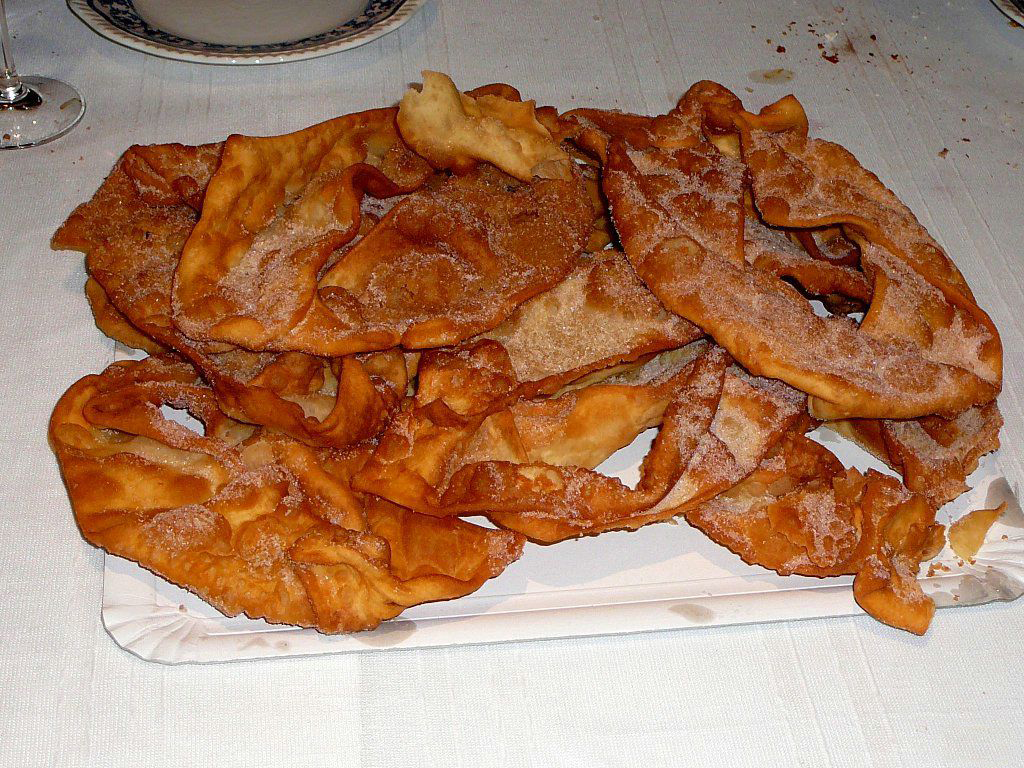
Orejas caseras

Parte de la filosofía que rodea las fiestas del carnaval incluye la idea de comer y beber bien hasta llenarse, siendo otra de las facetas de la idea de exceso y provocación de estas fiestas. 
Durante las fiestas se toman grandes cantidades de los tradicionales chorizos, lacones y cachuchas. Las androllas, botelo, y el caldo no faltan tampoco en la mayoría de los hogares ya que hacen falta para reponer las fuerzas de toda la fiesta de estos días.
También en estas fechas se elaboran sobremesas especiales como son las orejas y las filloas, que son los platos más típicos del carnaval.

## Refranero

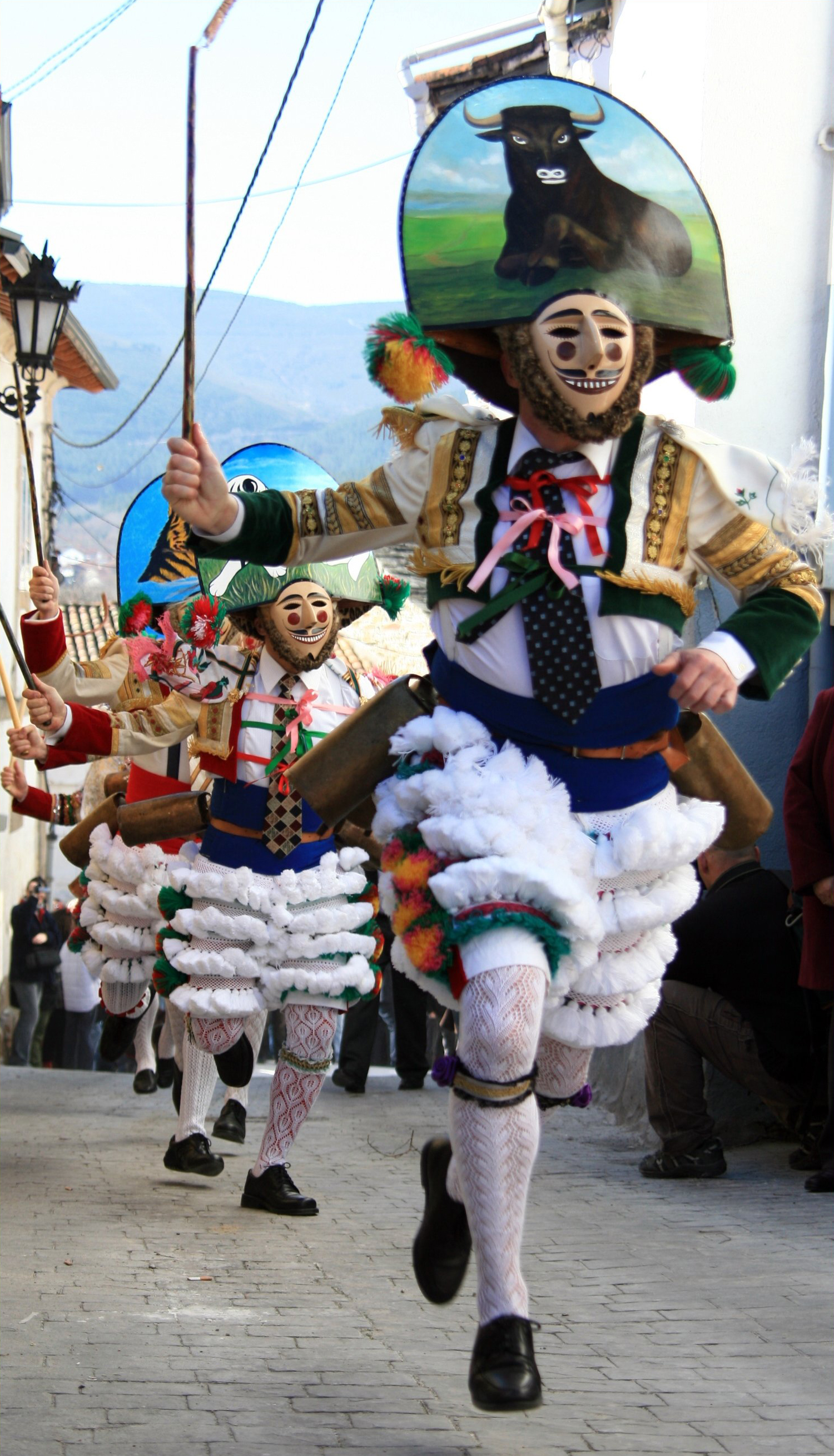
Peliqueiros de Laza.

- El carnaval al tizón, la pascua al Sol.
- Pascua con quien quisieres, carnavales con tus mujeres.
- La pascua donde quisieres, el antroido donde las mujeres.
- El carnaval con tus mujeres, la pascua con quien quisieres.
- Día de antroido o de pascua, cada papón en su casa.
- El carnaval con sus artes, echó a sano Matías fuera del martes.
- Martes de carnaval, ¿Cuándo has de venir? Casquiñas de huevos, casi habéis de rugir.
- Carnaval larafuzán, me comiste la carne y me dejaste el pan.
- No todos los martes son días de carnaval.
- Se podas en el martes de carnaval, se desata la venía y no da uvas.
- El día de carnaval debes calentar el horno, cocer el pan y echar las cenizas en la tierra para tener buenos nabos.
- En el día de carnaval no comáis berzas porque sino no salen los mosquitos arriba de ti.
- Antroido le arde el cuero, le arde bien hasta el año que viene.[14]

## Celebraciones
El carnaval se celebra en Galicia con características particulares, con disfraces y juergas muy diferenciadas entre diversas poblaciones: son conocidos los carnavales de Ginzo de Limia, Laza, Verín, Villa de Cruces, La Estrada, Vilaboa y otros muchos, algunos de los cuales están calificados de Fiestas de Interés Turístico Nacional por el Ministerio de Industria, Turismo y Comercio.

### Orense

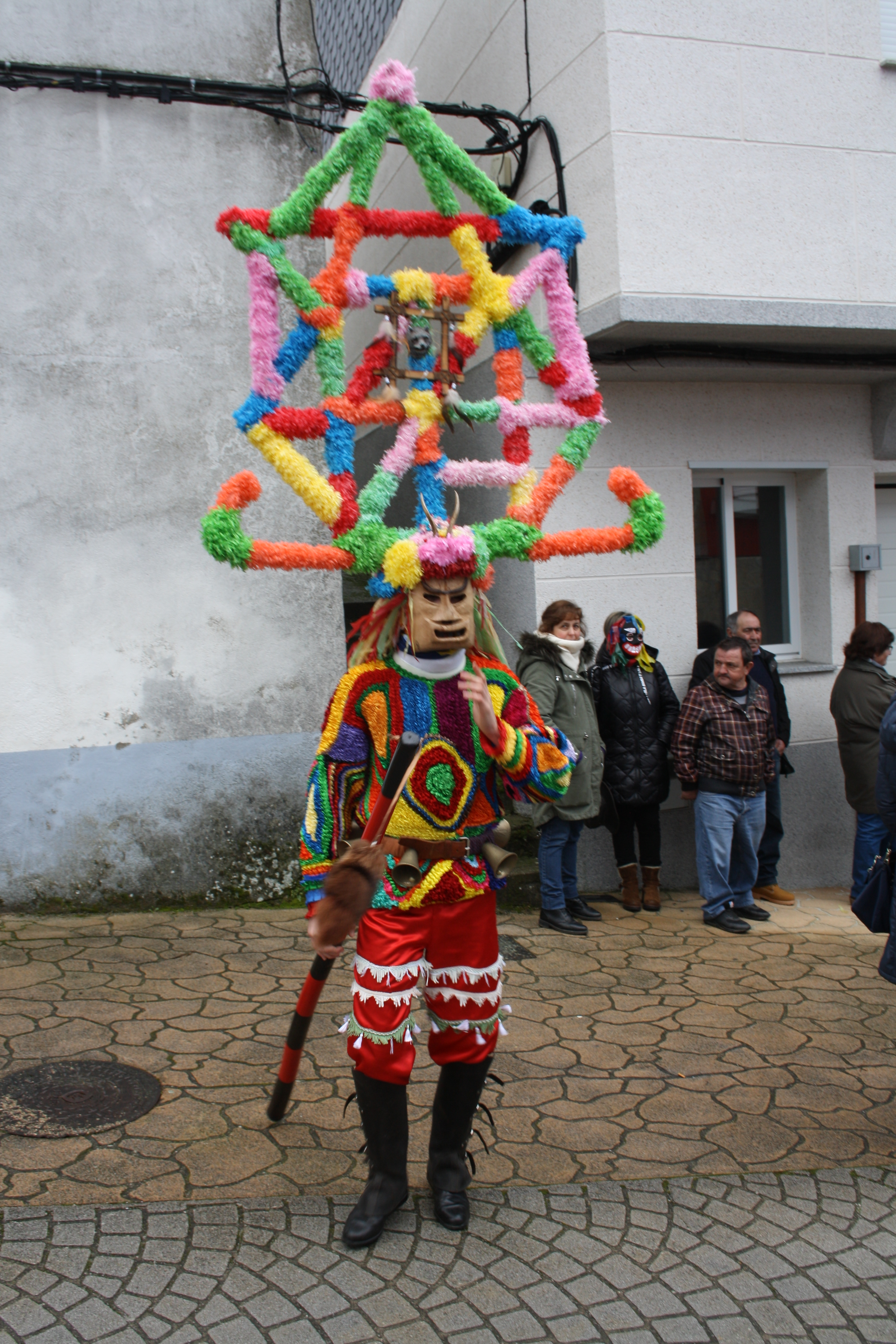
Boteiro de Viana del Bollo

Son muy conocidos los entroidos del triángulo mágico del sur de Orense: Ginzo de Limia, Laza, Verín, Viana del Bollo, Vilaverde, y otros muchos más.
El entroido de Ginzo está cualificado de  "acontecimiento turístico nacional" por el Ministerio de Turismo  de España.
Hoy en día, Ginzo de Limia  cuenta con el ciclo más largo de España y uno de los más largos del mundo puesto que dura 5 semanas: Domingo Fareleiro, Domingo Oleiro (celebraciones exclusivas de esta villa), domingo corredoiro, domingo, lunes y Martes de Entroido y Domingo de Piñata.
En la zona de Laza se celebra también el Lunes de Farrapos o Farrapada donde se convoca en la plaza una guerra de trapos empapados o embarrados, a la manera de una guerra de tartas, de todos contra todos. Una vez terminada, los participantes se nutren con la tradicional "cachucha", "bica", "licor café", "xastreu" "cocido" y "orellas"
En Verín o Entroido comienza dos semanas antes del miércoles de ceniza con el jueves de compadres, donde los chicos tiran harina a las chicas, a la semana siguiente, el jueves de comadres, donde sucede justo lo contrario. Le siguen el viernes, sábado y martes de carnaval donde ya la harina se convierte en una batalla campal.
En Viana del Bollo los días señalados del "Entrudio"son cuatro: el Jueves de Compadres, el Jueves de Comadres, el Domingo Gordo y el Martes de Entrudio (aunque durante todo el fin de semana hay un notable ambiente). Los jueves se lanza harina; en el de Compadres solo pueden echarles los hombres a las mujeres y, en el de Comadres, sucede al revés: solo las mujeres a los hombres. El domingo, por la mañana, y coincidiendo con la "Festa da Androlla",  se organiza un desfile de los distintos fuliones del municipio, en el cual, los pueblos de la zona tocan su "fulión" golpeando bombos y azadas. El ritmo de cada fulión cambia dependiendo del pueblo. El martes a las 12 de la noche se queman los "lardeiros", que son muñecos vestidos de hombre y mujer (el compadre y la comadre) rellenos de petardos y fuegos artificiales. El Miércoles de Ceniza se hace el entierro de la sardina en el barrio del Cabo da Vila. Existe un libro, publicado en 1914 por Nicolás Tenorio Cerero, que narra como era el carnaval a principios del siglo pasado.
En Vilaverde (pueblo situado en el municipio de Melón (Orense), el "Entroido" tiene de celebración los días domingo, lunes y martes. Siendo los días lunes (por la noche) y martes (por la tarde) de carnaval los más importantes de esta celebración. El lunes por la noche, los habitantes del pueblo y demás gente próxima al mismo, se reúnen en el centro cultural del pueblo para disfrutar de una noche amenizada con una banda de gaitas o grupo que anima la noche, mientras esto sucede, la gente se disfraza y acude al centro cultural del pueblo a bailar y a disfrutar del lunes de carnaval. El momento cumbre de la noche del lunes llega a medianoche, cuando tienen lugar los "entremeses" que son piezas dramáticas jocosas y de un solo acto, protagonizadas por personajes de clases populares(normalmente habitantes del pueblo) en las cuales se produce una especie de sátira hacia las clases altas y acomodadas. Después de esto,  la fiesta del lunes de carnaval continúa hasta altas horas de la madrugada. El siguiente día, es el martes de carnaval. Esta celebración tiene lugar por la tarde, en la que dos pueblos vecinos (Vilaverde y Barcia), se unen en una especie de desfile de carrozas, acompañada de la música de las charangas, gaiteros y todo aquel que se anime a participar. En este día, los vecinos de una aldea visitan a los de la otra y al año siguiente se turnan, poniendo fin esa misma noche al carnaval de ambos pueblos.
En Forxás das Viñas (A Meca, Orense) o Entroido dura tres días nos que el desfile de mecos recorre el pueblo en la llamada "alborada". Por las tardes "carrozas de mecos" bonitos y feos, entretienen al público asistente. Cuenta además con una de las "criaturas" más salvajes de la tradición, el "oso" que recubierto de "tojos" (toxos en gallego), tratará de embestir a todo aquel que se cruce con él, mientras su "amo" trata de dominarlo sujeto con una cuerda. Antiquísima tradición esta, pero no lo es menos la de "parir a pita", en la cual una meca dará a luz a una gallina, entre las risas del público. Por la noche el espíritu se purifica alrededor de un buen pote de "queimada" en lo que se conoce como "troiada" o "troulada", todo ello al son de las gaitas, que amenizan hasta altas horas de la madrugada.
Las máscaras gallegas son típicas de la provincia de Orense. Dependiendo de las zonas y comarcas presentan trazos diferentes. Son máscaras similares con pequeñas particularidades dependiendo de los gustos de la zona o las modas del momento, por ejemplo en Verín gustan llevar la faja del mismo color que la panilla; en Laza gusta que la panilla sea roja y la faja azul; tanto en Laza como en Verín gusta de pintar animales o astros en la mitra y en Cualedro gusta pintar motivos vegetales, todos llevan látigo a excepción de Maceda que llevan un garrote, etc.). Podemos distinguir las siguientes:
- O Vellarrón de Riós.
- As pantallas de Ginzo de Limia.
- Chocalleiros de Vilardevós.
- Cigarróns de Verín.
- Felos de Maceda.
- Boteiros de Viana del Bollo.
- Peliqueiros de Laza.
- Boteiros de Vilariño de Conso.
- Bonitas de Sande. Con origen en los años posteriores a la guerra de Filipinas, de donde llegaron los mantones de seda coloridos que caracterizan este traje. Una máscara, plumas de aves y un armazón de madera de cuatro puntas completan la vestimenta.
- Mázcaras de Manzaneda.
- Gárgolas de Celanova.
- A Pita de As Eiroás.
- Paquita e Nicanor, Seijalbo.
- Frei Canedo na Ponte.
- Os Vergalleiros, Sarreaus.
- Troteiros de Bande.
- Madamitas e madamitos de Entrimo.
- Follateiros de Lobios.
- Cabreiros de Muiños.
- Os galos da Mezquita.
- Labardeiros e Señoritas de Mugares.
- Os Anxeos de Parada de Sil.
- Zarramoncalleiros de Cualedro.
- Mázcaras da Xironda.
- Peliqueiros e Parranfóns de Campobecerros.
- Os Charrelos a La Vega.
- Touro e Xigante de Celavente.
- Puchos de Buxán - El Bollo.

- Entroido de Oimbra.
- Mecos bonitos y mecos feos de Froxás das Viñas.
- Volantes de Ribeira de Miño (Parroquias de Santiago de Arriba, San Pedro, Camporramiro y Nogueira).

Todos estos entroidos mantienen su tradición y posiblemente sea el carnaval más antiguo de España. El de Ginzo resistió la larga y férrea dictadura contraria a estas costumbres de taparse la cara.

### Comarca del Ulla: La Coruña y Pontevedra

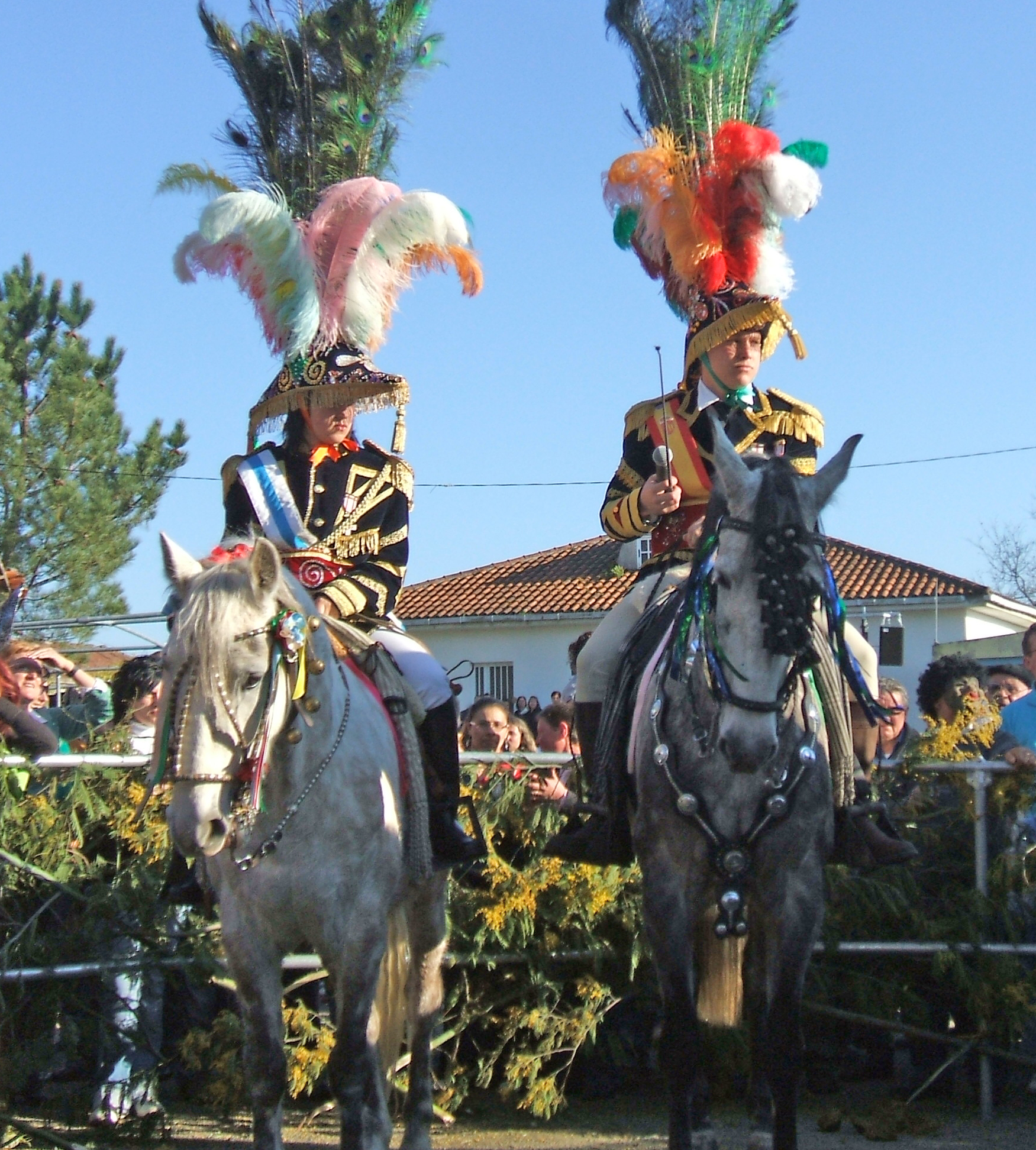
Los xenerais da ulla son el principal atractivo de la comarca de Santiago de Compostela

En la comarca del Ulla, que abarca municipios de las provincias de La Coruña y Pontevedra, destaca el original desfile de los "Generales del Ulla", con una escenografía y sastrería que la hace única. Desfilan "generales", correos, abanderados, coro de mozos (jóvenes), coro de vellos (viejos) y comparsas, que recorren las calles para finalmente entablar una guerra dialéctica entre los dos bandos;  que termina firmando la paz. Se escenifica en forma de sátira, haciendo burla a los sucesos acaecidos durante el año. El atuendo de los generales evoca los uniformes militares decimonónicos, engalanados con llamativas plumas, frecuentemente de pavo real, sobre su sombrero. En los caballos destaca el espejo que llevan adornando la cabeza o la pechera. Los correos van ataviados con una camisa y con corbata, guerrera y pantalón que recuerdan los uniformes militares antiguos. Su cabeza va cubierto con un sombrero de colores llamativos y sus caballos van hermosamente ataviados. Los "abanderados" visten un uniforme militar y llevan una bandera. El coro de mozos se engalana con el traje gallego y está compuesto por chicos y chicas de todas las edades. El coro de viejos, es más informal en su vestimenta, aunque de vivos colores y está compuesto por personas de cierta edad. Las comparsas van disfrazadas con una temática libre algunos de ellos son singulares.
Tiene su origen en la Guerra de la Independencia de los franceses. Los primeros documentos que citan a los "Generales del Ulla" los sitúan en la localidad de Oca (La Estrada-Pontevedra). Paulatinamente esta costumbre se fue extendiendo hacia los pueblos vecinos. Los ayuntamientos de Boqueijón, La Estrada, Santiago de Compostela, Silleda, Teo, Touro, Vedra y Villa de Cruces, trabajan unidos para consolidar este peculiar carnaval, cuyos desfiles se extienden por toda la geografía de la comarca durante seis semanas.

### Pontevedra

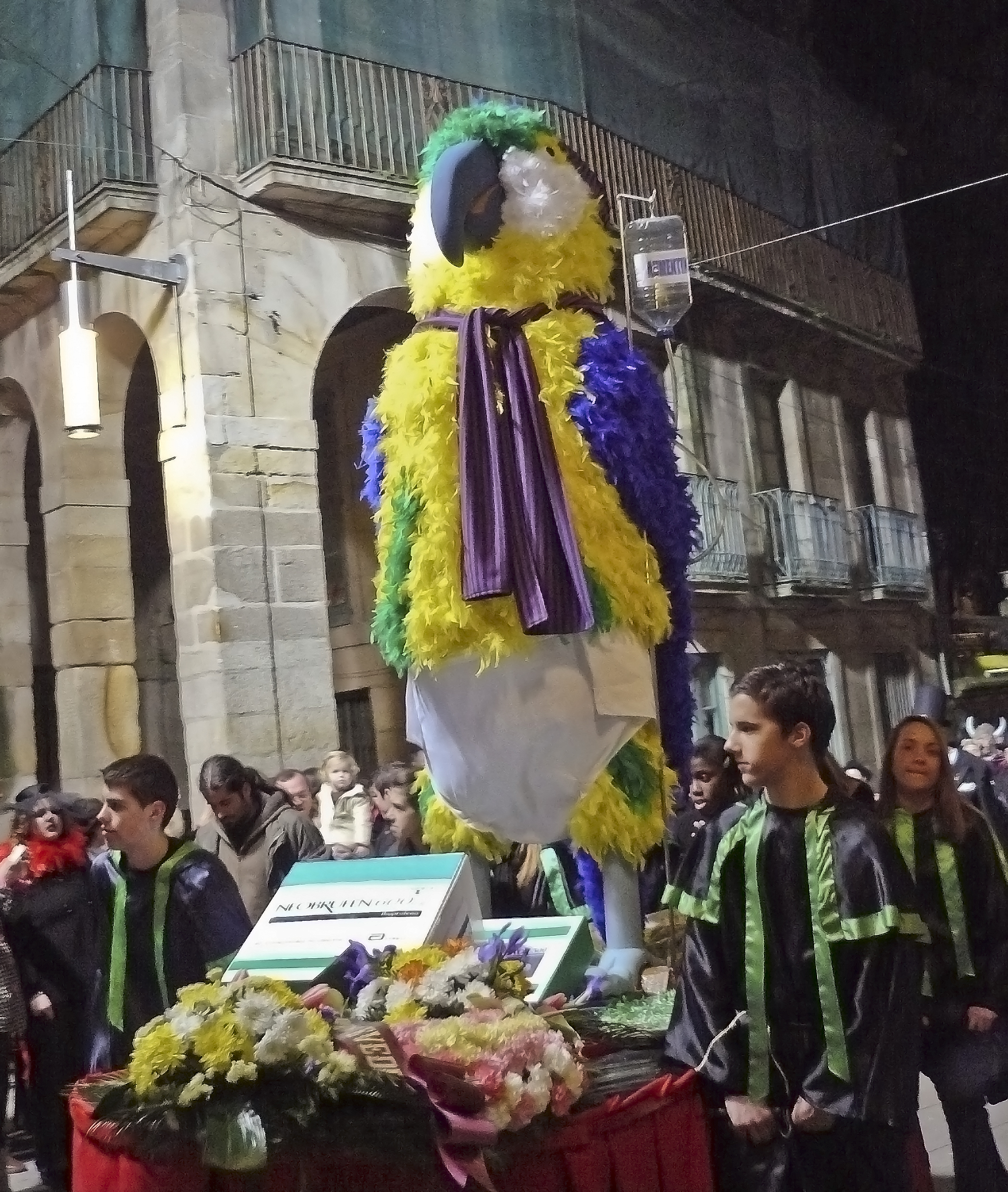
Cortejo fúnebre durante el Entierro del Loro Ravachol en 2008.

El Entroido de Pontevedra capital es una de las fiestas más representativas de la ciudad, caracterizada por su humor, sátira y fuerte participación ciudadana. Se documenta desde el siglo XIX y alcanzó gran esplendor desde 1900 con figuras como el rey Urco y el loro Ravachol. Aunque fue prohibido durante la dictadura franquista, resurgió en los años 80 gracias al impulso de empresarios como Pepe Shiva, consolidándose con actos emblemáticos como el desfile de disfraces, el concurso de Murgas, la Mostra da Parodia o el Entierro del Loro Ravachol. Hoy es el carnaval urbano más importante de Galicia, con una identidad única y profundamente enraizada en la cultura local.
En Vilaboa  se celebra un entroido que se remonta al siglo XVIII.  Sus elementos más llamativos son es que los participantes van con la cara descubierta y se pueden clasificar en dos categorías:
- las madamas y galáns
- los aldeáns
- merdeiros

Las madamas y galánes, son mujeres y hombres que se visten de color blanco con atuendos llamativos y suntuosos sombreros. Ocupan la posición social más elevada.
Los aldeáns, son el grupo mayoritario, represen las distintas posiciones económicas y sociales
Las madamas y galáns recorren las calles bailando la Danza dos Cobres, acompañados por una charanga,
Durante la fiesta se practican antiguos juegos populares, entre ellos: la “corrida del gallo”, el “gallo en el río” o el “gallo en la vara”.
Merdeiros, tomaban el pelo a los "escabicheiros", portan máscaras feas, tocadas con lana de oveja, desarrapados, munidos de palos, van molestando a los que se acercan a la fiesta, en especial a los que no llevan disfraz

### Lugo
Puebla de Brollón en Salcedo conserva una tradición de carácter único: el Oso de Salcedo.
Posiblemente tenga sus raíces en la prehistoria en el encuentro entre humanos y plantígrados. "Hay quien lo identifica con antiguos rituales paganos datados en la prehistoria, aunque no existe duda sobre su transformación en un símbolo que mantiene vivo no solo la tradición, sino la identidad del pequeño pueblo de Salcedo".
El Oso sale por las calles acompañado de su comitiva de sirvientes para perseguir a todas las personas que encuentran en las calles del pueblo y les tiznan la cara con unas zarpas embadurnadas de hollín, o incluso, lo más ancestral es embadurnar con barro.

## El Entroido en el Bierzo
En la región de El Bierzo es tradición, y aún se conserva y reivindica esa costumbre, que comer el último botillo de la matanza en el Entroido.
El Entróido (también conocido como Entróïdo o Entróito) se corresponde con el "antruejo" (el antruejo, según la RAE, son el "Conjunto de los tres días de carnestolendas", siendo éstas el Carnaval). El probable significado de esta tradición puede ser que la llegada de la Cuaresma, impidiendo el consumo de carne, y la del calor (sobre todo si el entroido llegaba ya avanzado el año) provocaba que botillo, al ser un embutido semi-curado, pudiera estropearse no sobreviviendo tanto tiempo en buenas condiciones para su consumo). Esta tradición, a pesar de que hoy el botillo puede comerse y elaborarse todo el año, se intenta conservar realizándose festivales y botilladas populares en distintos puntos de El Bierzo en esas fechas.
También ese día se solía hacer el Diaño d. o entróido (el diablo del entróido/carnaval) que acompañaba, hace años, batallas de hortalizas. Es una tradición que está casi perdida, en la que se vestía a un pelele con ropajes estrambóticos y se le subía a un borrico mientras se le paseaba por las calles, acompañando el "desfile carnavalesco".